# Nicholson (cràter marcià)

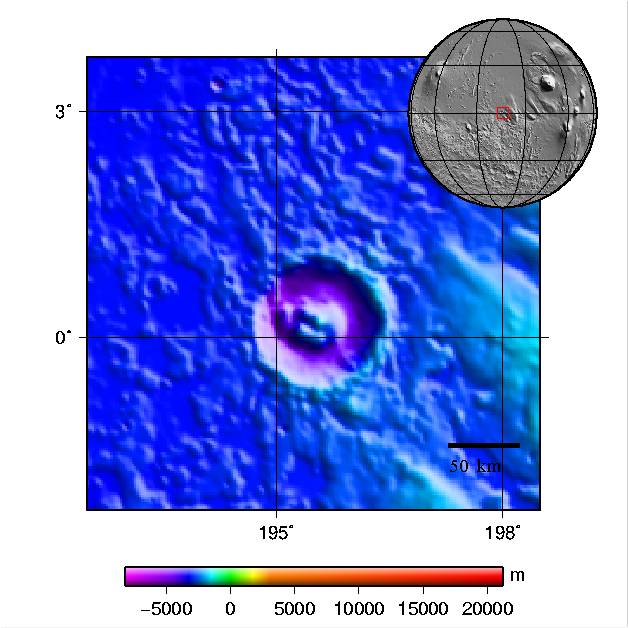
Mapa topogràfic del cràter Nicholson

Nicholson és un cràter de Mart situat en les coordenades 0°13′N, 195°34′E. Té un diàmetre de 62 km i pertany al quadrangle Amazonis (MC-8) i Memnonia (MC-16). Atès que el centre de Nicholson s'hi troba quasi directament sobre l'equador marcià, és una bona referència per localitzar-ho. Rep el seu nom de Seth Barnes Nicholson, un astrònom nord-americà.
Nicholson és notable pel seu pic central, que s'eleva a 3,5 km d'altura sobre el sòl del cràter. Aquest pic arrodonit està ple de canals, que poden haver estat formats per l'erosió originada pel vent o fins i tot per l'aigua.
Els cràters d'impacte tenen generalment una vora amb materials ejectats al voltant d'ells, mentre que els cràters volcànics solen mancar d'aquest element. Quan superen els 10 km de diàmetre solen tenir un pic central. El pic és produït per una ona rebotada a l'interior del cràter després de l'impacte. Si es mesura el diàmetre d'un cràter, és possible estimar la seva fondària original, amb diferents proporcions en funció de la seva grandària. A causa d'aquesta relació, els investigadors han trobat que molts cràters de Mart contenen una gran quantitat de materials dipositats al seu interior; hom creu que en gran part és gel acumulat quan el clima era diferent. De vegades aquests impactes treuen a la llum capes del terreny prèviament enterrades i llancen roques del subsòl profund sobre la superfície. Per tant, els cràters poden mostrar els materials que s'hi troben profundament sota la superfície.

## Per què són importants els cràters?

Imatge diürna del cràter Nicholson basada en el sistema THEMIS

La densitat de cràters d'impacte s'utilitza per determinar l'edat de la superfície de Mart i d'altres cossos del sistema solar. En general, com més antiga és una superfície, més cràters presenta. La forma dels cràter també pot revelar la presència de gel en el terreny.
L'àrea al voltant dels cràters pot ser molt rica en minerals. En Mart, la calor de l'impacte fon el gel contingut en el sòl. El gel format per l'aigua congelada, en fondre's, dissol els minerals i després els diposita en esquerdes o falles produïdes amb l'impacte. Aquest procés, anomenat alteració hidrotermal, és una forma important en la qual es produeixen dipòsits de minerals. L'àrea al voltant d'alguns cràters de Mart pot ser rica en minerals útils per a la futura colonització de planeta.
Estudis realitzats a la Terra han documentat que impactes siderals produeixen esquerdes, i que les venes de minerals secundaris es dipositen en aquestes esquerdes. Les imatges preses pels satèl·lits orbitant al voltant de Mart han detectat esquerdes prop de cràters d'impacte. Donada la gran quantitat de calor que es produeix durant l'impacte, l'àrea al voltant d'un gran impacte pot trigar centenars de milers d'anys a refredar-se.

## Marques fosques de talús
Molts llocs en Mart mostren marques fosques en pendents pronunciades, com les parets d'alguns cràters. Sembla que les ratlles més recents són fosques; fent-se més clares amb el pas del temps. Sovint comencen com una petita taca estreta, que s'eixampla i s'estén progressivament talús a baix al llarg de centenars de metres. S'ha observat que poden envoltar alguns obstacles com a roques.
S'han proposat diverses idees per explicar aquestes ratlles. Algunes impliquen la presència d'aigua o fins i tot el creixement d'organismes. La idea generalment més acceptada és que són conseqüència de devessalls de pols. Les ratlles apareixen en zones cobertes amb pols, i quan s'elimina aquesta fina capa de pols superficial, la superfície subjacent s'enfosqueix. Gran part de la superfície de Mart està coberta d'una pols molt fina, que es diposita des de l'atmosfera en tota la superfície. Hom sap molt sobre aquesta pols perquè els panells solars de la Mars rover s'han recobert de pols, reduint així l'energia elèctrica captada. La potència del Rovers ha estat restaurada moltes vegades per efecte del vent (en forma de remolins de pols), que neteja els panells i augmenta de nou l'energia disponible.
Les tempestes de pols són freqüents, especialment quan comença la temporada de primavera en l'hemisferi sud. En aquest moment, Mart està un 40% més proper al Sol, atès que l'òrbita de Mart és molt més el·líptica que la de la Terra. Cada pocs anys, el planeta sencer es veu embolicat en una tempesta de pols global. Quan va arribar a Mart la sonda Mariner 9 de la NASA, no es podia veure res a través de la tempesta de pols. Altres tempestes de pols globals s'han observat des de llavors. Les ratlles fosques es poden vore en les imatges en el monticle central del cràter Nicholson preses per HiRISE.